# Trebnji Vrh
Trébnji Vŕh je naselje v Sloveniji.